# Acuerdo de Libre Comercio México-Reino Unido
El Acuerdo de Libre Comercio México-Reino Unido es un tratado comercial bilateral en negociación desde 2021, cuyo objetivo es modernizar y profundizar las relaciones económicas entre ambos países tras la salida del Reino Unido de la Unión Europea (Brexit). Sustituirá al Acuerdo de Continuidad Comercial vigente desde 2021, que mantuvo temporalmente las preferencias arancelarias del antiguo Tratado de Libre Comercio entre México y la Unión Europea (TLCUEM).
Este acuerdo busca garantizar la estabilidad comercial post-Brexit, evitar interrupciones en las cadenas de suministro y diversificar mercados para ambos países. Además, pretende modernizar las normas comerciales incorporando temas como comercio digital, sostenibilidad y movilidad laboral. También sirve para fortalecer la inversión bilateral, especialmente en sectores estratégicos como energía renovable, manufactura avanzada y servicios financieros.

## Objetivos

### El tratado tiene cuatro ejes principales
1. Ampliación del acceso a mercados: Eliminar aranceles en el 97% de las exportaciones[3] de bienes, con énfasis en sectores como agroindustria, lácteos, bebidas alcohólicas y automotriz. También busca facilitar el comercio de servicios financieros y seguros, actualmente restringidos en México por la Ley de Instituciones de Seguros.[4]
2. Modernización de normas: Incluir capítulos sobre comercio digital, flujo de datos transfronterizos y propiedad intelectual. Además, promover la sostenibilidad ambiental, alineándose con metas como la Campaña Race to Zero[6] (cero emisiones para 2050).[5][7]
3. Apoyo a PYMES: Reducir trámites burocráticos y costos para pequeñas y medianas empresas, que representan el 99% del tejido empresarial mexicano.[4][3]
4. Movilidad laboral: Facilitar la migración temporal de trabajadores calificados en sectores como infraestructura y tecnología.[4][3]

## Principales desafíos
- Contenido regional: Asegurar que productos con insumos de terceros países (ej: China) no aprovechen preferencias arancelarias sin cumplir normas de origen. [2][1]
- Resistencias sectoriales: Industrias mexicanas, como lácteos y textiles, temen competencia desleal si se reducen aranceles a productos británicos.[5][7]
- Ratificación política: El acuerdo requiere aprobación del Senado mexicano y el Parlamento británico, procesos que podrían retrasarse por cambios en agendas legislativas.[8][4]

## Impacto económico
- Comercio bilateral: En 2019, el intercambio sumó $5,212 millones de dólares, con exportaciones mexicanas de bienes agrícolas y manufacturas.[2][1]
- Inversión: El Reino Unido es el 8° inversionista en México, con flujos acumulados de $15,065 millones de dólares (1999-2020).[5][7]
- Proyecciones: Se estima que la demanda de importaciones en México crecerá un 35% para 2035, con oportunidades en energía renovable y electromovilidad.[5][4]